# Albert Wehrer
Albert Wehrer (ur. 30 stycznia 1895 w Luksemburgu, zm. 31 października 1967 tamże) – luksemburski dyplomata, urzędnik państwowy i prawnik. Ambasador Luksemburga w Niemczech, stały przedstawiciel przy Lidze Narodów i NATO, w 1940 przewodniczący tymczasowej Komisji Administracyjnej, w latach 1952–1967 członek Wysokiej Władzy Europejskiej Wspólnoty Węgla i Stali.

## Życiorys
W młodości krótko należał do nacjonalistycznego ugrupowania Nationalunio’n, został jego sekretarzem. Studiował prawo na uniwersytetach w Genewie, Strasburgu i Liège. Od 1921 praktykował jako adwokat w Strasburgu, krótko wykonywał zawód sędziego, kierował także stowarzyszeniem zrzeszającym młodych prawników. W 1937 uzyskał członkostwo w Instytucie Prawa Międzynarodowego. Od 1926 zatrudniony w ministerstwie spraw zagranicznych, obejmował stanowiska stałego przedstawiciela Luksemburga przy Lidze Narodów, a w 1938 sekretarza generalnego rządu. Od 1938 do 1940 kierował ambasadą w Berlinie jako chargé d’affaires. W 1940, gdy większość rządu Luksemburga i księżna wyjechała za granicę po niemieckiej inwazji, został ministrem spraw państwowych. Pod koniec maja 1940 objął funkcję przewodniczącego tymczasowej Komisji Administracyjnej, w jego ramach objął odpowiedzialność za sprawy państwowe, dyplomację i sprawiedliwość. W październiku 1940 zwolniony z funkcji przez gauleitera Gustava Simona, wkrótce potem komisję zlikwidowano. Następnie był internowany w Niemczech, gdzie nawiązał kontakty z przedstawicielami miejscowego ruchu oporu.
Po wojnie został szefem misji dyplomatycznej Luksemburga w randze pułkownika przy Sojuszniczej Radzie Kontroli Niemiec. Od 1946 był ministrem pełnomocnym Luksemburga w Bonn (od 1951 w randze ambasadora), w 1951 przeszedł do kierowania stałym przedstawicielstwem przy Pakcie Północnoatlantyckim. Od 10 sierpnia 1952 do rozwiązania 6 lipca 1967 członek Wysokiej Władzy Europejskiej Wspólnoty Węgla i Stali, odpowiadał m.in. za stosunki zewnętrzne.
Jego imieniem nazwano ulicę w mieście Luksemburg. Autor kilku publikacji książkowych.

## Odznaczenia
Odznaczony m.in. Orderem Korony Dębowej II klasy (1960), Orderem Zasługi Adolfa Nassauskiego II klasy, Orderem Zasługi Republiki Federalnej Niemiec I klasy (1951), Orderem Oranje-Nassau II i III klasy, Legią Honorową V klasy,Krzyżem Wielkim Orderu Zasługi dla Republiki Austrii, Orderem Korony II klasy, Orderem Zasługi Republiki Włoskiej II klasy oraz Orderem Świętego Grzegorza Wielkiego II klasy.